# Crêt du Cervelet
Pour les articles homonymes, voir Cervelet.
 (janvier 2018).
Si vous disposez d'ouvrages ou d'articles de référence ou si vous connaissez des sites web de qualité traitant du thème abordé ici, merci de compléter l'article en donnant les références utiles à sa vérifiabilité et en les liant à la section « Notes et références ».
Le crêt du Cervelet est un sommet du massif du Jura culminant à 1 293 m d'altitude.

## Géographie
Le crêt du Cervelet se situe dans le canton de Neuchâtel, dans la région Val-de-Travers sur le territoire de la commune de Val-de-Travers.